# Ptilogyna (Ptilogyna) minima
Ptilogyna (Ptilogyna) minima is een tweevleugelige uit de familie langpootmuggen (Tipulidae). De soort komt voor in het Australaziatisch gebied.